# Linia kolejowa nr 91
Linia kolejowa nr 91 Kraków Główny – Medyka – zelektryfikowana, w większości dwutorowa linia kolejowa w południowo-wschodniej Polsce. Stanowi część pan-europejskiego szlaku E 30.

## Historia
Linia kolejowa nr 91 jest polskim odcinkiem dawnej Kolei Galicyjskiej im. Karola Ludwika, łączącej Kraków ze Lwowem. Pierwsze jednotorowe połączenie ukończono w latach 1856–1861. W 1892 roku kolej została znacjonalizowana przez władze Austro-Węgier i stała się częścią Cesarsko-Królewskich Kolei Państwowych. Po odzyskaniu niepodległości przez Polskę w 1918 przeszła na własność Polskich Kolei Państwowych. Po II wojnie światowej odcinek na wschód od Medyki został przekuty na rozstaw szerokotorowy i przejęty przez Koleje Radzieckie, a od 1991 należy do Kolei Ukraińskich.
W latach 50. XX w. rozpoczęto pierwsze prace nad elektryfikacją linii. Począwszy od odcinka Kraków Główny – Kraków Płaszów, na którym sieć trakcyjna została oddana do użytku 29 kwietnia 1959 roku intensywne prace prowadzono w latach 60. realizując w kilku etapach:
- 29 marca 1960 Kraków Płaszów – Kraków Bieżanów
- 28 maja 1960 Kraków Bieżanów – Podłęże
- 28 kwietnia 1962 Podłęże – Bogumiłowice
- 29 września 1962 Bogumiłowice – Tarnów Mościce
- 25 maja 1963 Tarnów Mościce – Dębica

26 września 1963 zelektryfikowano odcinek Dębica – Rzeszów Główny i tym samym uroczyście otwarto dla trakcji elektrycznej linię Kraków – Rzeszów. Odcinek Rzeszów – Medyka został zelektryfikowany 28 kwietnia 1964 roku, a 5 sierpnia 1972 roku zelektryfikowano przejście graniczne w Medyce, tym samym kończąc całkowitą elektryfikację linii.

### Modernizacja
W latach 2011–2015 linia kolejowa na odcinku Kraków – Rzeszów była modernizowana w ramach Programu Operacyjnego Infrastruktura i Środowisko. Modernizacja miała na celu zwiększenie prędkości rozkładowej linii na tym odcinku ze 120 do 160 km/h. W latach 2010–2011 odbył się natomiast remont linii na odcinku Rzeszów – Medyka, polegający m.in. na wymianie nawierzchni torowej i sieci trakcyjnej.
18 kwietnia 2017 PKP PLK podpisały umowę z konsorcjum firm Strabag i Krakowskie Zakłady Automatyki, w ramach której zaplanowano m.in. dobudowę dwóch przystanków (Kraków Grzegórzki i Kraków Złocień) i dwóch dodatkowych torów.
25 stycznia 2018 PKP PLK podpisały z firmą Thales umowę na wyposażenie odcinka Podłęże – Rzeszów w Europejski System Sterowania Pociągiem, a 26 marca 2018 z konsorcjum Serso/Intop Warszawa na prace na odcinku Munina – Żurawica obejmujące przebudowę 7 wiaduktów oraz przebudowę peronów na 3 przystankach.
W sierpniu 2018 roku rozpoczęto modernizację stacji Rzeszów Główny wraz z budową nowego przystanku osobowego Rzeszów Zachodni, wymianą torowiska, wiaduktów, urządzeń sterowania ruchem oraz budową nowych peronów i przejścia podziemnego na stacji głównej. Prace obejmują odcinek od rozgałęzienia linii 91 oraz 71 (kier. Ocice) do mostu na rzece Wisłok w Rzeszowie (bez mostu). Wartość umowy to ponad 200 mln zł.
W styczniu 2019 roku podpisano umowę na modernizację stacji Radymno w ramach zadania Zaprojektowanie i wykonanie robót w stacjach Radymno i Przeworsk oraz na szlaku Przemyśl - Hurko. Prace remontowe obejmą wymianę nawierzchni torowej oraz modernizację peronów i urządzeń sterowania ruchem. W ramach prac zostaną także przebudowane most nad potokiem Mnich na stacji Przeworsk oraz przejazdy kolejowo-drogowe w Przemyślu i Radymnie. Wykonawcą prac jest firma Transkol z Kielc.

## Ruch pociągów

### Polregio
Pociągi regio kursują na całym odcinku Kraków Główny – Przemyśl Główny – Medyka. Od strony Krakowa większość składów kończy bieg na stacji Tarnów lub Rzeszów Główny, bądź z Tarnowa kieruje się linią nr 96 do Nowego Sącza i Krynicy-Zdroju. Na pozostałym odcinku dominują połączenia relacji Tarnów – Rzeszów oraz Rzeszów – Przemyśl.
Od 1 września 2016 w dni robocze uruchomiono 3 pary pociągów relacji Przemyśl – Medyka. W rocznym rozkładzie jazdy 2017/2018 na odcinku Rzeszów Główny - Kraków Główny spółka Polregio uruchomiła 3 pary pociągów regio w stronę Katowic, w tym 1 parę pociągów do stacji Rybnik.

### PKP Intercity
Od 19 grudnia 2015 roku na części trasy z Rzeszowa Głównego do Krakowa Głównego (i dalej do stacji Gdynia Główna) kursuje pociąg EIP obsługiwana przez EZT ED250.

### Koleje Małopolskie
Pociągi osobowe Kolei Małopolskich kursują na części trasy z Krakowa Głównego do Tarnowa. Trasa Kraków Główny – Wieliczka Rynek-Kopalnia, wykorzystująca odcinek Kraków Główny – Kraków Bieżanów, została przejęta od spółki Polregio w rozkładzie jazdy 2014/2015. Z kolei trasa Kraków Główny – Krynica, wykorzystująca odcinek od Krakowa Głównego do stacji Tarnów, została przejęta w części od spółki Polregio w rozkładzie jazdy 2016/2017.

## Infrastruktura

### Posterunki ruchu i punkty ekspedycyjne
Na linii znajdują się 92 różne punkty eksploatacyjne, w tym 28 stacji kolejowych, 41 przystanków.
| Rodzaj i nazwa                           | Zdjęcie | Liczba peronów | Liczba krawędzi peronowych | Infrastruktura |
| stacja Kraków Główny ♿︎                  |         | 5              | 10                         | - przejście pod torami - kasy biletowe - biletomaty - parking - sieć Wi-Fi - punkt gastronomiczny - kiosk - informacja dla podróżnych |
| przystanek Kraków Grzegórzki             |         | 2              | 2                          | - przejście pod torami - informacja dla podróżnych                                                                                    |
| przystanek Kraków Zabłocie               |         | 2              | 4                          | - przejście pod torami - parking - informacja dla podróżnych                                                                          |
| stacja Kraków Płaszów                    |         | 4              | 6                          | - przejście pod torami - kasy biletowe - informacja dla podróżnych                                                                    |
| przystanek Kraków Prokocim               |         | 2              | 2                          | - przejście pod torami - informacja dla podróżnych                                                                                    |
| stacja Kraków Bieżanów                   |         | 4              | 5                          | - kładka - informacja dla podróżnych                                                                                                  |
| przystanek Kraków Złocień                |         | 2              | 2                          | - przejście pod torami - informacja dla podróżnych                                                                                    |
| przystanek Kokotów                       |         | 2              | 2                          | - przejście pod torami - informacja dla podróżnych                                                                                    |
| przystanek Węgrzce Wielkie               |         | 2              | 2                          | - przejście pod torami |
| stacja Podłęże                           |         | 2              | 2                          | - przejście pod torami - kasy biletowe - parking - informacja dla podróżnych                                                          |
| przystanek Staniątki                     |         | 2              | 2                          | - informacja dla podróżnych |
| przystanek Szarów                        |         | 2              | 2                          | |
| stacja Kłaj                              |         | 2              | 2                          | - przejście pod torami - informacja dla podróżnych                                                                                    |
| przystanek Stanisławice                  |         | 2              | 2                          | |
| przystanek Cikowice                      |         | 2              | 2                          | |
| stacja Bochnia ♿︎                        |         | 3              | 4                          | - przejście pod torami - kasy biletowe - parking - kiosk - informacja dla podróżnych                                                  |
| przystanek Rzezawa                       |         | 2              | 2                          | |
| przystanek Jasień Brzeski                |         | 2              | 2                          | |
| stacja Brzesko Okocim                    |         | 2              | 4                          | - przejście pod torami - biletomaty (KMŁ) - parking - informacja dla podróżnych - toalety - kiosk (Poczta Polska)                     |
| przystanek Sterkowiec                    |         | 2              | 2                          | - kasy biletowe |
| przystanek Biadoliny                     |         | 2              | 2                          | - kasy biletowe |
| stacja Bogumiłowice                      |         | 2              | 2                          | - przejście pod torami - parking |
| stacja Tarnów Mościce ♿︎                 |         | 2              | 2                          | - przejście pod torami - biletomaty (KMŁ) - parking - informacja dla podróżnych                                                       |
| stacja Tarnów ♿︎                         |         | 3              | 6                          | - przejście pod torami - kasy biletowe - biletomaty (KMŁ) - parking - punkt gastronomiczny - kiosk - informacja dla podróżnych        |
| stacja Wola Rzędzińska                   |         | 2              | 2                          | - przejście pod torami - parking - kiosk - informacja dla podróżnych                                                                  |
| przystanek Wałki                         |         | 2              | 2                          | |
| przystanek Czarna Tarnowska              |         | 2              | 2                          | - przejście pod torami |
| przystanek Grabiny                       |         | 2              | 2                          | - przejście pod torami |
| stacja Dębica                            |         | 2              | 4                          | - przejście pod torami - kasy biletowe - parking - informacja dla podróżnych                                                          |
| przystanek Dębica Wschodnia              |         | 2              | 2                          | |
| przystanek Lubzina                       |         | 2              | 2                          | |
| stacja Ropczyce                          |         | 2              | 2                          | - przejście pod torami |
| przystanek Ropczyce Witkowice            |         | 2              | 2                          | - kasy biletowe |
| stacja Sędziszów Małopolski              |         | 2              | 3                          | - przejście pod torami - kasy biletowe - parking - informacja dla podróżnych                                                          |
| przystanek Sędziszów Małopolski Wschodni |         | 2              | 2                          | |
| przystanek Będziemyśl                    |         | 2              | 2                          | - przejście pod torami - parking |
| przystanek Trzciana                      |         | 1              | 2                          | - przejście pod torami |
| przystanek Świlcza                       |         | 2              | 2                          | - przejście pod torami - parking |
| przystanek Rudna Wielka                  |         | 2              | 2                          | - przejście pod torami |
| przystanek Rzeszów Dworzysko             |         | 2              | 2                          | |
| przystanek Rzeszów Baranówka             |         | 2              | 2                          | - przejście pod torami - informacja dla podróżnych                                                                                    |
| przystanek Rzeszów Zachodni              |         | 2              | 3                          | - przejście pod torami - stojak dla rowerów - informacja dla podróżnych                                                               |
| stacja Rzeszów Główny                    |         | 3              | 6                          | - przejście pod torami - kasy biletowe - parking - kiosk - informacja dla podróżnych                                                  |
| przystanek Rzeszów Pobitno               |         | 2              | 2                          | - przejście pod torami |
| przystanek Rzeszów Załęże                |         | 2              | 2                          | |
| stacja Strażów                           |         | 1              | 2                          | - przejście nadziemne |
| przystanek Krzemienica                   |         | 2              | 2                          | |
| stacja Łańcut                            |         | 1              | 2                          | - przejście nadziemne - kasy biletowe - parking - informacja dla podróżnych                                                           |
| przystanek Głuchów                       |         | 2              | 2                          | |
| przystanek Kosina                        |         | 2              | 2                          | |
| stacja Rogóżno koło Łańcuta              |         | 2              | 2                          | - przejście nadziemne |
| przystanek Grzęska                       |         | 2              | 2                          | - kasy biletowe |
| stacja Przeworsk                         |         | 2              | 5                          | - przejście pod torami - kasy biletowe - przejście nadziemne - parking - informacja dla podróżnych                                    |
| przystanek Pełkinie                      |         | 2              | 2                          | |
| stacja Jarosław                          |         | 2              | 3                          | - przejście pod torami - kasy biletowe                                                                                                |
| stacja Munina                            |         | 1              | 2                          | |
| przystanek Ostrów koło Radymna           |         | 2              | 2                          | |
| stacja Radymno                           |         | 1              | 2                          | - przejście nadziemne - parking |
| przystanek Sośnica Jarosławska           |         | 2              | 2                          | |
| przystanek Niziny                        |         | 2              | 2                          | |
| przystanek Walawa                        |         | 2              | 2                          | |
| przystanek Żurawica Rozrządowa           |         | 2              | 2                          | - przejście nadziemne |
| stacja Żurawica Osobowa                  |         | 1              | 1                          | |
| przystanek Przemyśl Zasanie              |         | 2              | 2                          | - przejście pod torami |
| stacja Przemyśl Główny                   |         | 5              | 9                          | - przejście pod torami - kasy biletowe - parking - kiosk - informacja dla podróżnych                                                  |
| przystanek Przemyśl Wschodni             |         | 1              | 1                          | |
| stacja Hurko                             |         | 1              | 1                          | |
| przystanek Medyka Towarowa               |         | 1              | 1                          | |
| przystanek Medyka Rozrządowa             |         | 1              | 1                          | |
| stacja Medyka                            |         | 1              | 2                          | |